# Resiniporus
Resiniporus is een geslacht in de familie Irpicaceae. De typesoort is Resiniporus resinascens.

## Soorten
Volgens Index Fungorum telt het geslacht twee soorten (peildatum september 2023):
| Soortnaam                           | Auteur(s)       | Publicatiejaar |
| ----------------------------------- | --------------- | -------------- |
| Resiniporus pseudogilvescens        | (Pilát) Zmitr.  | 2018           |
| Resiniporus resinascens (Harsporia) | (Romell) Zmitr. | 2018           |